# MŠK Kráľová pri Senci
MŠK Kráľová pri Senci là một câu lạc bộ bóng đá Slovakia, đến từ thị trấn Kráľová pri Senci.